# Пергач північний
Пергач північний, Кажан північний (Eptesicus nilssonii) — вид рукокрилих родини Лиликові (Vespertilionidae).

## Поширення
Країни проживання: Австрія, Азербайджан, Білорусь, Бельгія, Болгарія, Китай, Хорватія, Чехія, Данія, Естонія, Фінляндія, Франція, Грузія, Німеччина, Угорщина, Іран, Ірак, Італія, Японія, КНДР, Республіка Корея, Киргизстан, Латвія, Ліхтенштейн, Литва, Люксембург, Монголія, Нідерланди, Норвегія, Польща, Румунія, Російська Федерація, Словаччина, Словенія, Швеція, Швейцарія, Туреччина, Україна. Діапазон поширення за висотою: від рівня моря до 2300 м. Знайдений в різних місцях проживання від гірської тайги до пустелі.

## Спосіб життя
Веде в основному нічний спосіб життя і зазвичай вилітає на полювання невдовзі після заходу сонця. Полює  на дрібних комах. Живиться на відкритих просторах різних місць існування, в тому числі в узліссях, дрібних сільськогосподарських угіддях, парках і садах, на озерах та річках. Літні місця проживання розташовує  в будинках, іноді в дуплах дерев. Зимові, знаходяться в основному в будинках, підвалах природних і штучних підземних місцях проживання. Зимою живе одиноко або невеликими групами по 2—4 особи, інколи по 5-6.

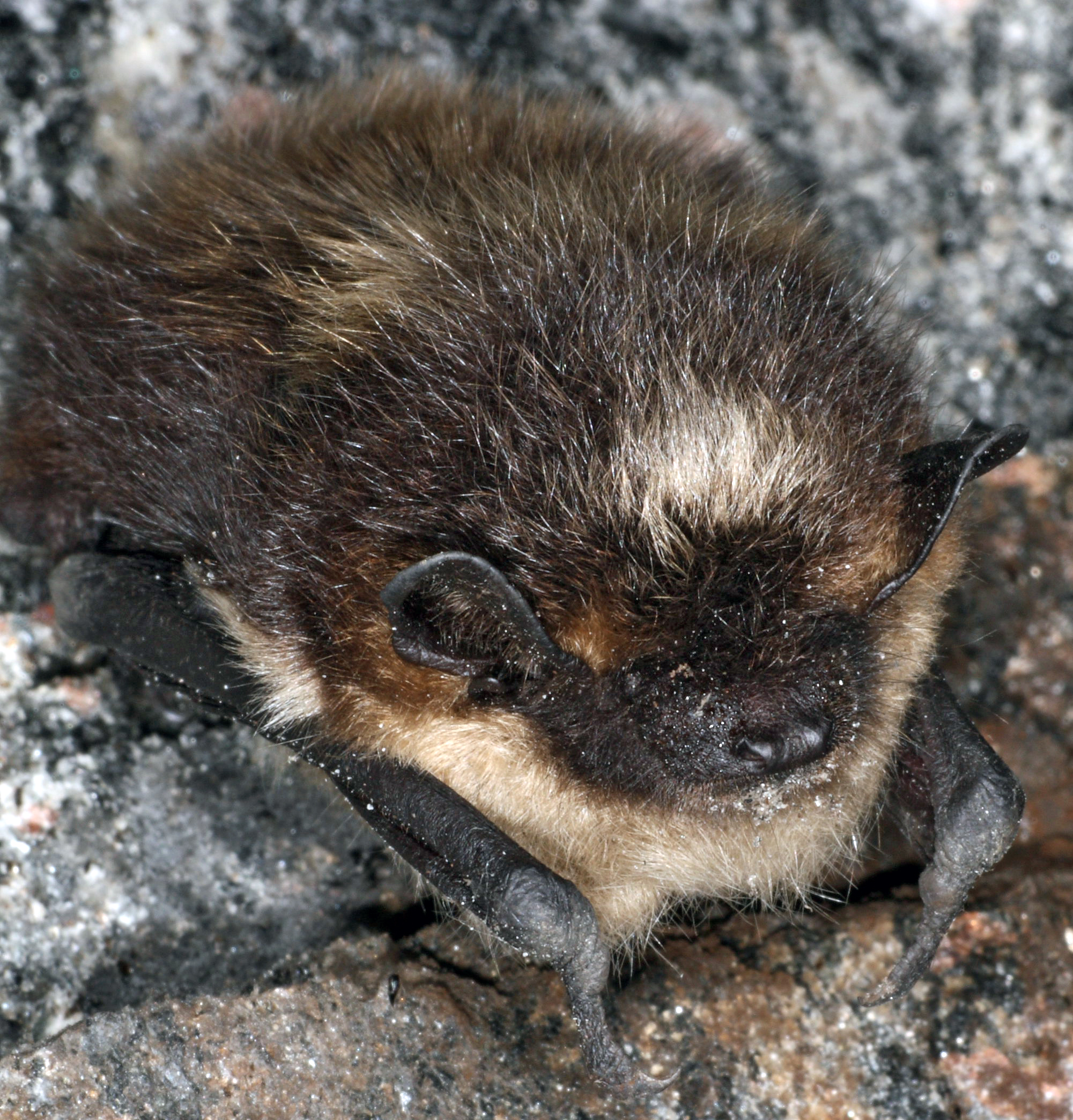
Під час зимової сплячки в Норвегії

## Морфологія
Дорослий північний пергач має довжину тіла 4.9—6.6 см, хвоста 3.2—5.1 см, довжина крил 4.1—5.1 см, вага від 8 до 13 гр. Хутро довге і густе. Основа волосся від темно-коричневого до майже чорного, але кінчики волосся дорослих північних пергачів від голови до основи хвоста від вохристого до жовто-бурого або золотого, утворюючи контраст з кольором їх основи. Шия темніша, а живіт дуже блідого жовто-коричневого кольору, з переходом від темного до світлого зверху вниз особливо боки шиї дуже різко окреслені. Ніс, щоки, вуха і крила чорні.

## Генетика
2n=50, FN=48, як і в інших видів Eptesicus.